# Список рятівників людей від Голодомору в Україні (1932—1933)
Список осіб, що під час Голодомору в Україні 1932–1933 років рятували людей від голоду та смерті.

## Список
| № з/п | Особа(и)                                                   | Дані про особу (осіб) | Фото | Інформація про порятунок та інше | Посилання |
| ----- | ---------------------------------------------------------- | --- | ---- | --- | --- |
| 1     | Бабенко Андрій                                             | с. Тарган Володарського району Київської області.                                                                        |      | Наприкінці лютого 1933 року допомагав голові колгоспу П. Соловею організувати громадське харчування у селі. На той час увесь хліб з колгоспної комори вже вивезли, лишився тільки насіннєвий фонд. Для того, щоб годувати ще живих селян, голова колгоспу П. Соловей разом із Андрієм Бабенком та Петром Бесарабом таємно брали зерно із цього фонду та мололи його. З борошна готували ріденьке вариво — «линду», якою годували колгоспників та дітей у школі. Рішучі дії голови та його помічників врятували село від голодної смерті. | Свідчення Овдіюк (Шевчук) Олександри Іванівни. |
| 2     | Бабенко Іван Федорович                                     | с. Новомиколаївка Іванівського району Херсонської області.                                                               |      | У роки Голодомору був головою колгоспу. У 1933 році, незважаючи на заборону влади, скосив жито та таємно роздав зерно опухлим з голоду селянам, чим врятував життя багатьом односельцям. | Свідчення Горілова Василя Миколайовича. |
| 3     | Бабаченко Данило Митрофанович                              | с. Новогригорівка Новобузького району Миколаївської області.                                                             |      | Допоміг вижити сім'ї Лихошерст Олександри Єфремівни, у якої буксирна бригада забрала з хати усе. Данило Бабаченко носив Олександрі та її чоловіку «жменями ячмінь». | Свідчення Лихошерст Олександри Єфремівни. |
| 4     | Бабошко Оверко                                             | с. Новопетрівка Білозерського району Запорізької області.                                                                |      | Протягом 1932–1933 рр., незважаючи на скрутне становище власної родини, допомагав продуктами тим, хто голодував. | Свідчення Войтенко Євдокії Юхимівни. |
| 5     | Бевз Тихон Савович та дружина Ксенія                       | с. Виноградівка Веселинівського району Миколаївської області.                                                            |      | Під час Голодомору допомогли вижити Ганжі Ганні Фотіївні та двом її сестрам, батьки яких померли. Приносили дітям молоко, квасолю, крупи. | Свідчення Ганжі Ганни Фотіївни. |
| 6     | Балакшей Іван                                              | с. Щербані Вознесенського району Миколаївської області.                                                                  |      | У 1932–1933 рр. працював комірником місцевого колгоспу. Допоміг вижити сім'ї сусідів, зокрема, Феофанії Щербець та її батькові. Інші члени родини Феофанії (мати, брати і сестри) померли з голоду. І. Балакшей таємно приносив сусідам дерть, макуху. Саме це врятувало їх від смерті. | Свідчення Щербець Феофанії Іванівни. |
| 7     | Баран Андрій Юхимович                                      | 1910 р.н., с. Велика Мечетня Балтського повіту Подільської губернії (нині Кривоозерського району Миколаївської області). |      | Впродовж 1930–1932 рр. працював рахівником колгоспу «Шлях пролетарія» Великомечетнянської сільської ради. Для порятунку односельців від голоду намагався приховати частину зібраного врожаю від хлібозаготівлі. У грудні 1932 року виключений з колгоспу як син куркуля та заарештований за намагання приховати у колгоспній коморі 500 пудів зерна для подальшої роздачі колгоспникам. Обвинувачувався також у тому, що у серпні 1932 року на загальних зборах колгоспників закликав не приймати хлібозаготівельний план, доводив його нереальність і заявляв про неминучість голоду. Постановою Особливої наради при колегії ДПУ УСРР від 11.01.1933 р. засуджений до ув'язнення у концтаборі строком на 3 роки. Реабілітований 17 квітня 1989 р. | Трагедія століття: голодомор 1932–1933 років на Миколаївщині. — Миколаїв, 2003. — С. 106–107. |
| 8     | Баркар (ім'я, по батькові не відомі).                      | |      | Під час Голодомору врятував життя дитині — сироті (матері Крижанівських Феодосія і Дарії). Після смерті батьків він забрав її у свою сім'ю, де вже було восьмеро дітей. Також самостійно або через учителів попереджав односельців про можливі обшуки. | Свідчення Крижанівських Феодосія і Дарії. |
| 9     | Бесараб Петро                                              | с. Тарган Володарського району Київської області.                                                                        |      | Наприкінці лютого 1933 року допомагав голові колгоспу П. Соловею організувати громадське харчування у селі. (Див. довідку про Бабенка Андрія). | Свідчення Овдіюк (Шевчук) Олександри Іванівни. |
| 10    | Бігота Параскева Олександрівна                             | смт. Велика Лепетиха Великолепетиського району Херсонської області.                                                      |      | У 1932–1933 роках підгодовувала дітей односельців продуктами з пайка, який отримував її чоловік, передавала харчі сусідам і цим допомогла вижити сім'ям Павловських та Коваленків. | Свідчення Бойко (Павловської) Надії Макарівни // Груба М. Підтримка ціною в життя. — Велика Лепетиха, 2009. — С. 25—26. |
| 11    | Богородицький (ім'я, по батькові невідомі)                 | с. Костянтинівка Арбузинського району Миколаївської області.                                                             |      | У роки Голодомору був головою колгоспу «Жовтнева революція». Влітку 1933 року для порятунку селян від голоду, спільно з членами управи колгоспу заступником голови Мар'яновим та комірником Малишем (імена і по батькові невідомі), організували покіс 0,45 га посіву жита. Обмолочене зерно роздали колгоспникам. За вчинені дії голова та члени управи колгоспу постановою Арбузинського райкому КП(б)У від 17 липня 1933 року були виключені з кандидатів до партії та засуджені. | Трагедія століття: голодомор 1932–1933 років на Миколаївщині. — Миколаїв, 2003. — С. 87—88. |
| 12    | Богуцький Матвій Климентійович                             | 1898 р. н., с. Миколаївка Нижньосірогозького району Дніпропетровської області.                                           |      | У 1930 році став головою колгоспу «Сівач», пізніше очолював колгосп «Перше травня». Організував перший у районі притулок для сиріт, чим врятував від голодної смерті дітей розкуркулених і засуджених селян с. Миколаївки, зокрема Єфросинію і Поліну Савіцьких. | Свідчення Савіцької Єфросинії Іванівни // Груба М. Підтримка ціною в життя. — Велика Лепетиха, 2009. — С. 12. |
| 13    | Бойко Іван                                                 | с. Помічна Новоукраїнського району Кіровоградської області.                                                              |      | У 1933 році — голова колгоспу «Ленінський переселенець». З метою порятунку односельців від голоду, «замість боротьби та мобілізації колгоспників свого колгоспу на виконання рішення ЦК і РНК про здачу хліба державі, вирішив раніше нагодувати колгоспників та інших робітників». 23 липня 1933 р. за розпорядженням голови колгоспу обмолотили 3,54 центнери жита. Зерно роздали колгоспникам, а також організували громадське харчування. За такі дії Іван Бойко зазнав партійних та судових переслідувань. | Звернення начальника політвідділу Помічнянської МТС… // Безкровна війна. Мовою архівних документів про голод 1921–1923 рр. Збірник документів і матеріалів. Кіровоград, 2003. — С. 159.                                                                             |
| 14    | Боцман Пилип Макарович                                     | 1897 р. н., смт. Велика Лепетиха Великолепетиського району Херсонської області.                                          |      | У листопаді — грудні 1932 року, перебуваючи на посаді голови артілі «Декабрист», роздав зерно членам артілі, за що був виключений з партії. Не зважаючи на це та на прямі розпорядження про припинення авансування, видав додатково ще 92 центнери кукурудзи. Комісія ЦК КП(б)У по чистці партосередків при колгоспі ім. Петровського Дніпрянської сільради Великолепетиського району 24 грудня 1932 року віддала П. М. Боцмана під суд. | ДАХО. — Ф. П-104. — Оп. 1-а. — Спр. 214. |
| 15    | Бурлаченко Федір Іванович                                  | 1889 р.н., с. Михайлівка Херсонського повіту Херсонської губернії.                                                       |      | На 1932 р. проживав у с. Суворівка Новоодеського району сучасної Миколаївської області та був головою колгоспу «Вперед до праці». Восени 1932 року вживав заходів для порятунку колгоспників від голоду. Зокрема, за матеріалами слідства, домігся вилучення 86 гектарів посівів ячменю з плану хлібоздачі. Зібране з цієї посівної площі зерно та 70 центнерів посліду, у якому було зерно, роздав колгоспникам. Також при обмолоті допустив пуск зерна у полову та солому і таким способом зберіг його для села. Арештований 2 січня 1933 року Новоодеським районним відділом ДПУ УСРР. 15 січня 1933 р. постановою Особливої наради при колегії ДПУ УСРР засуджений до ув'язнення у концтаборі терміном на 10 років. Подальша доля невідома. Реабілітований 12 травня 1989 р. | Трагедія століття: голодомор 1932–1933 років на Миколаївщині. — Миколаїв, 2003. — С. 130. |
| 16    | Винник Ларіон                                              | с. Придніпровське (Мойсинці) Чорнобаївського району Черкаської області.                                                  |      | У роки Голодомору — голова колгоспу «Нове життя». Щоб допомогти людям вижити, видавав з колгоспної комори відходи зерна разом з лузгою і сміттям, з яких у селі пекли оладки. Врятував сім'ю Степана Біди, виписавши для них 2 пуди зерна. | Свідчення Біди Івана Степановича. |
| 17    | Винокур (ім'я, по батькові не відомі)                      | смт. Базалія Теофіпольського району Хмельницької області.                                                                |      | Кравець. У роки Голодомору допоміг вижити Ганні, Ліді, Марії та Василю Писарукам, дітям розкуркуленого односельця Писарука Омельяна Маркевича, якого засудили до трьохрічного ув'язнення. Четверо дітей залишились жити у бабусиному хліві. Єврей Винокур допомагав дітям одягом та харчами, завдяки чому діти не померли з голоду. | Свідчення Писарук Ганни Омелянівни. |
| 18    | Вільчинська Мокрина                                        | с. Тимкове Кодимського району Одеської області.                                                                          |      | Під час Голодомору ділилась молоком та харчами з сусідами, чим допомогла вижити Кравчук Надії Сергіївні та її сестрам і батькам. | Свідчення Кравчук Надії Сергіївни. |
| 19    | Волошина Євдокія                                           | с. Бендзарі Балтського району Одеської області.                                                                          |      | Допомогла вижити сусідам — сім'ї Сарафанюка Івана Дем'яновича, який мав трьох дітей. Незважаючи на те, що у Євдокії Волошиної було дві доньки, вона ділилась останніми харчами з сусідами. Завдячуючи цій допомозі вони вижили. | Свідчення Сарафанюка Якова Івановича. |
| 20    | Вонберг Арон                                               | с. Кримка Первомайського району Миколаївської області.                                                                   |      | У 1932–1933 роках очолював комуну інвалідів. Забезпечив харчування членів комуни. Дорослим видавав по 400 гр. хліба, дітям — по 200 гр. хліба щодня. Окрім цього, організовував харчування для тих, хто приходив до комуни у пошуках їжі. | Свідчення Бакшанського Пилипа Дем'яновича. |
| 21    | Гайдамака Марія                                            | с. Топилівка Чигиринського району Черкаської області.                                                                    |      | У роки Голодомору допомогла вижити Ганні Чупис, її сестрі Марії та їхній сліпій матері, що опухли з голоду. | Свідчення Чупис Ганни Миколаївни. |
| 22    | Гаса Йосип та його дружина (ім'я не відоме).               | |      | У 1933 році врятували від голодної смерті Варвару Картаву, яка після смерті матері залишилась сиротою. Сім'я Йосипа Гаси прийняла сироту, що у пошуках їжі прийшла із сусіднього села, ділились із нею останніми крихтами. У його сім'ї дівчина прожила чотири роки. | Свідчення Картавої Катерини Іванівни. |
| 23    | Герасимчук Михайло                                         | с. Шпиків Шаргородського району Вінницької області.                                                                      |      | У роки Голодомору працював завгоспом місцевого колгоспу. Улітку 1933 року, коли достигав новий врожай, правління місцевого колгоспу вирішило змолоти 130 пудів зерна, щоб підтримати голодуючих колгоспників. Залежно від кількості людей у сім'ї видавали 2—3 пуди борошна. За вчинені дії членів правління та ревізійної комісії колгоспу звинуватили у розкраданні колгоспного хліба та репресували. М. Герасимчука разом із головою ревізійної комісії М. Шкуріним та членом комісії І. Козієм засудили до розстрілу. Після апеляції розстріл було замінено на 10 років тюремного ув'язнення. | Свідчення Дорофея Пікула // Нагребецький А. Н. Трагедія мого краю: Етапи «великого» шляху на Шаргородщині: розкуркулення, колективізація, голодомор. — Вінниця, 2008. — С. 407–408.                                                                                 |
| 24    | Гирич Іван Калинович та його дружина (ім'я не відоме)      | х. Авраменків (нині — с. Авраменкове) Смілівського (нині — Роменського) району Сумської області.                         |      | Врятували від голодної смерті Катерину Картаву (1922 р. н.), яка після смерті матері залишилась сиротою. Сім'я Гиричів прийняла сироту, яка прийшла з сусіднього села, ділилися з нею їжею. | Свідчення Картавої Катерини Іванівни. |
| 25    | Гончаренко Василь                                          | с. Калантаєво Новобузького району Миколаївської області.                                                                 |      | У роки Голодомору — активіст, секретар райкому комсомолу. Допоміг вижити сім'ї сестер Лисенко Ірини Петрівни та Ратушної Віри Петрівни. Дізнавшись про донос на батька Ірини і Віри, який виміняв за власні військові нагороди кілька мішків зерна, Василь Гончаренко напередодні обшуку попередив його. Порадив зерно сховати. Наступного дня, прийшовши разом із буксирною бригадою, Гончаренко зробив усе для того, щоб приховане зерно не було знайдене. | Свідчення Лисенко Ірини Петрівни та Ратушної Віри Петрівни. |
| 26    | Гребінник Трохим, Гребінник Анастасія                      | с. Білогорілка Лохвицького району Полтавської області.                                                                   |      | У 1933 році допомогли вижити 13-річній Солосі Личко та її матері. Батько Солохи та брат Григорій померли з голоду, залишилось четверо малолітніх дітей. Щоб допомогти сиротам, Трохим та Настя, які проживали у сусідньому хуторі Зірки, забрали до себе одну дитину. Гребінники ділились із Солохою останнім, як могли допомагали продуктами і її матері та іншим дітям. Завдяки цій допомозі сім'я Личко врятувалися від голодної смерті. | Свідчення Бойко (Личко) Солохи Родіонівни. |
| 27    | Грінченко Марфа Федорівна                                  | смт. Березнегувате Березнегуватського району Миколаївської області.                                                      |      | Під час Голодомору допомогла вижити дітям — братам Мишкові та Іванкові Сіленкам. Хлопці, що залишилися без батьків, приходили до Марфи Грінченко, яка їх годувала. | Свідчення Грінченко Килини Іларіонівни. |
| 28    | Гринченко Григорій Миколайович                             | 1889 р. н., с. Новосевастополь Херсонського повіту (нині село в Березнегуватському районі Миколаївської області).        |      | Проживав у с. Тетянівка Снігурівського району тепер Миколаївської області. У 1932 році обраний головою місцевого колгоспу «Червоний степ». Наприкінці 1932 року намагався врятувати колгоспників від голоду. Зокрема, роздав 50 пудів пшениці багатодітним сім'ям, а також забезпечив видачу колгоспникам на трудодні більше зерна, ніж було передбачено. Заарештований 16 січня 1933 року Снігурівським районним відділом ДПУ УСРР. Постановою Особливої наради при колегії ДПУ УСРР від 07.02.1933 р. засуджений до ув'язнення у концтаборі строком на 3 роки. Подальша доля невідома. Реабілітований 9 серпня 1989 р. | Трагедія століття: голодомор 1932–1933 років на Миколаївщині. — Миколаїв, 2003. — С. 168. |
| 29    | Гриценко Микола Митрофанович та Гриценко Антоніна Петрівна | с. Дніпровка Кам'янсько-Дніпровського району Запорізької області.                                                        |      | У 1932–1933 роках допомагали вижити сім'ї Михайла Миколайовича Фалієва, у якій було семеро дітей. Микола Гриценко та його дружина приносили для дітей овочі та крупи, чим врятували їх від голодної смерті. | Свідчення Фалілєєва Павла Михайловича. |
| 30    | Гуменюк Савка та Гуменюк Юстя                              | с. Попівці Волочиського району Хмельницької області.                                                                     |      | У роки Голодомору сім'я Гуменюків допомагали тим людям, які голодували. Ділились із ними своїми запасами: картоплею, борошном, хлібом. Дякуючи подружжю, змогли вижити Ющук Анастасія Андріївна та «багато інших людей». | Свідчення Ющук Анастасії Андріївни. |
| 31    | Дзюбич Параска                                             | с. Плоске Балтського району Одеської області.                                                                            |      | Допомогла вижити сусідам. У голодні роки утримувала корову. Попри те, що мала власну сім'ю і п'ятеро дітей, ділилась молоком із голодними односельцями. Врятувала від смерті дітей сусідки Степаниди (прізвище невідоме). | Свідчення Киківської Марії Матвіївни. |
| 32    | Дробот Яків Олександрович                                  | 1902 р. н. (с. Великий Хутір) — 1943 р. (Золотоноша).                                                                    |      | У 1930-х роках працював головою колгоспу «Незаможник». Завдяки йому під час Голодомору у селі майже не було випадків голодної смерті. Голова колгоспу роздавав зерно тим, хто потребував, організував громадську кухню та випікання хліба для жителів села. Щодня зранку бригадири обходили село та доповідали голові колгоспу, кому насамперед потрібна їжа. Також не допустив обшуків у односельців — буксирну бригаду вигнав із села. Яків Дробот організував дитячі ясла для сиріт та тих, хто потребував допомоги. Дітей у ясла підбирали не лише із довколишніх сіл, але й на залізничних станціях: Пальмири, Золотоноші, Кононівки. Очевидці розповідають, що до Великого Хутора у пошуках порятунку приходили люди з сусідніх сіл. Вони також отримували допомогу. У 1937 році Дробота заарештували, але односельці виступили на його захист. Він повернувся у село, знову очолив колгосп. У 1943 році розстріляний нацистами. | Черкаський край. — 1993. — 16 жовтня;. |
| 33    | Дудник Іван                                                | Григорівська сільрада м. Запоріжжя.                                                                                      |      | У 1932 році — голова колгоспу «Комунаровець» Григорівської сільради. Для порятунку від голоду видав колгоспникам натуральні аванси вищі, ніж передбачалось постановами уряду. Неодноразово заявляв, що треба раніше забезпечити потреби колгоспників, а що залишиться — здати державі. Зокрема, на партзборах заявив: «Якщо ми виконаємо план хлібозаготівель, колгоспники залишаться без хліба». Наприкінці 1932 — на початку 1933 року знятий з посади голови колгоспу. | Національна книга пам'яті жертв Голодомору 1932–1933 років в Україні. Запорізька область. — Запоріжжя, 2008. — С. 721. |
| 34    | Ємець Макар Никифорович                                    | 1914 р. н., с. Федорівка Карлівського району Полтавської області.                                                        |      | Допоміг вижити багатьом односельцям. Зокрема, врятував сім'ю Швеця Миколи Трифоновича. Їхній батько закопав мішок пшениці біля клуні, а Макар Ємець почув, як сусід доносив про це активістам і попередив Швеців, які встигли переховати зерно та годували ним інших. Також поділився своїми, заробленими на трудодні, продуктами з Оксаною Онисіївною Ляпотою, у якої вкрали видане на трудодні борошно. Ділився харчами з дітьми односельців. | Свідчення Ляпоти Оксани Онисіївни. |
| 35    | Єфремов Павло Прокопович                                   | 1893 р. н., с. Володимирівка Новобузького району Миколаївської області.                                                  |      | У 1932 році був головою місцевого колгоспу «Шлях незаможника». Для допомоги колгоспникам, що голодували, наприкінці 1932 року організував видачу зерна. 2 січня 1933 року його арештували за «опір хлібозаготівлям, розбазарювання зерна». Слідчі звинувачували його й у тому, що при обговоренні плану хлібозаготівель доводив його нереальність. Постановою Особливої наради при колегії ДПУ УСРР від 15.01.1933 р. засуджений до ув'язнення у концтаборі терміном на 10 років. Звільнений у 1935 році. Реабілітований 9 червня 1989 року. | Трагедія століття: голодомор 1932–1933 років на Миколаївщині. — Миколаїв, 2003. — С. 39; 191. |
| 36    | Задорожнюк Олександр Іванович                              | 1902 р.н., с. Маринівка Ананьївського району Одеської області.                                                           |      | У 1932 році був головою сільської ради у рідному селі. Під час обговорення плану хлібозаготівель провів загальні збори, на яких ухвалено рішення про нереальність планів та необхідність спочатку забезпечити прожитковий мінімум колгоспникам. Восени і на початку зими 1932 року вживав заходів для розподілу зерна між селянами. За ці дії 30 грудня 1932 року був виключений з партії та заарештований Доманівським районним відділом ДПУ УСРР. Звинувачений у проведенні антирадянської агітації та «розбазарюванні» зерна. Постановою Особливої наради при колегії ДПУ УСРР від 13.04.1933 року умовно засуджений до виселення у Північний край терміном на три роки. Подальша доля невідома. Реабілітований 13 вересня 1990 року. | Трагедія століття: голодомор 1932–1933 років на Миколаївщині. — Миколаїв, 2003. — С. 197–198. |
| 37    | Заплюсвічка Василь Миколайович                             | с. Шумили Лебединського району Сумської області.                                                                         |      | У роки Голодомору працював мірошником колгоспного млина. За наказом керівництва колгоспу вночі змолотив зерно, а вже вранці колгоспникам видали по 1 кілограмові борошна на кожного члена сім'ї. Через декілька годин працівники НКВС заарештували всіх причетних до видачі хліба та без суду і слідства відправили їх у концентраційні табори Мурманська і Сахаліну, звідки Василь Миколайович не повернувся. | Життя Лебединщини. — 2002. — 27 липня. |
| 38    | Зарецький (ім'я, по батькові не відомі)                    | с. Обіточне Бердянського району Запорізької області.                                                                     |      | У 1932–1933 рр. — голова колгоспу «Ударники моря». Таємно дозволив роздати улов риби тим, хто потребував. Згідно зі свідченнями мешканців села голову колгоспу репресували. | Свідчення Шаповалової Марії Данилівни. |
| 39    | Злоцький Трохим Арсентійович                               | 1901 р.н., с. Новоолексіївка Генічеського району Херсонської області.                                                    |      | Трохим Арсентійович працював головою артілі ім. Петровського. Восени 1932 року наказав роздати колгоспникам 126 центнерів зерна. Під час обмолоту закликав селян залишати зерно у соломі та полові: «Все рівно заберуть хліб, — а ми весною полову перевіємо і будемо мати, що їсти». Дніпропетровським обласним відділом ДПУ звинувачений у саботажі хлібопоставок. 17 січня 1933 року справу Злоцького направили на розгляд Судової Трійки при Колегії ДПУ УСРР із визначенням покарання — «ув'язнення у концтаборі терміном на 5 років». | Херсонщина. Голодомор. 1932–1933: Збірник документів / Державний архів Херсонської області. — Херсон, 2008. — С. 103–104. |
| 40    | Значківський (ім'я, по батькові не відомі)                 | с. Мойсинці (сучасне с. Придніпровське) Чорнобаївського району Черкаської області.                                       |      | Працював у селі лікарем. Допоміг вижити сім'ї Параски Тимофіївни Гам'янін та іншим людям у селі. | Свідчення Гам'янін Параски Тимофіївни. |
| 41    | Іванова Мотря Дем'янівна                                   | 1895 р. н., с. Бахмач Чернігівської області.                                                                             |      | За спогадами сина, Мотря Дем'янівна Іванова, дізнавшись, що на Бахмачі — Пасажирському люди помирають з голоду, почала варити мамалигу з кукурудзяного борошна і носила її на станцію людям. | Спогад Іванова Василя Максимовича. |
| 42    | Івчук Василь Якович                                        | 1904 р. н., с. Дударків Бориспільського району Київської області.                                                        |      | До 1938 року — директор Дударківської школи. Коли у селі почався голод, Василь Якович організував у школі харчування для дітей усіх класів. Для забезпечення додаткового харчування, директор школи домовився з керівництвом сусіднього м'ясокомбінату, щоб учні після уроків виходили на прополювання сільськогосподарських культур. Платою за виконану роботу став черпак юшки. У такий спосіб директор школи урятував протягом 1933 року усіх дітей шкільного віку села Дударкова від голодної смерті. 17 травня 1938 року Івчука заарештували та звинуватили у членстві в польській диверсійній шпигунській контрреволюційно-повстанської організації. 28 вересня 1938 року «трійкою» при Київському обласному управлінні НКВС йому оголосили найвищу міру покарання розстріл. Василь Якович посмертно реабілітований 1958 року. 21 листопада 2007 року Указом Президента України за героїзм і самовідданість, виявлені під час порятунку життя школярів у 1932–1933 роках, Василю Яковичу Івчуку присвоєно звання Герой України (посмертно). | Охріменко Г. Директор школи рятував дітей від голодної смерті // Українське слово. — 2005. — 20—26 липня. |
| 43    | Ігнатенко Микола Якович                                    | с. Осипове ІІ Новопсковського району Луганської області.                                                                 |      | Микола Якович перебував на посаді голови колгоспу «Червона Україна». У 1933 році врятував від голодної смерті сім'ю Білянської Олександри Яківни, видавши її батькові мішок квасолі. Завдяки цій допомозі Олександра, її батько та брат Михайло змогли вижити. | Свідчення Білянської Олександри Яківни. |
| 44    | Іпатенко Федот Савелійович                                 | 1899 р.н., с. Спиридонівка Кашперівської сільської ради Новоодеського району Миколаївської області.                      |      | У роки Голодомору був головою колгоспу ім. Сталіна. Для порятунку селян роздав 350 пудів зерна колгоспникам, а також іншим мешканцям села: лікарю, вчителям. За ці дії 13 січня 1933 року був арештований Новоодеським районним відділом ДПУ УСРР. Звинувачений у «розбазарюванні хліба». Постановою Особливої наради при колегії ДПУ УСРР від 07.02.1933 року засуджений до виселення у Північний край терміном на три роки. Подальша доля невідома. Реабілітований 30 жовтня 1989 року. | Трагедія століття: голодомор 1932–1933 років на Миколаївщині. — Миколаїв, 2003. — С. 211–212. |
| 45    | Кальченко Олекса                                           | с. Шестеринці Лисянського району Черкаської області.                                                                     |      | Працював колгоспним сторожем. На відміну від інших об'їждчиків, дозволяв голодним односельцям збирати колоски на колгоспних полях. | Свідчення Півленко Олени Матвіївни. |
| 46    | Каменська Фекла Іванівна                                   | 1888 р. н., с. Маринівка Доманівського району Миколаївської області.                                                     |      | Під час Голодомору врятувала життя хлопчику-сироті Сергію Прокопенку, батьки якого померли з голоду. У пошуках порятунку він прийшов із х. Веселики до с. Маринівки. Фекла Іванівна, яка й сама голодувала, взяла його до себе, ділилася з дитиною останнім. Завдяки людяності Каменської Фекли Іванівни хлопець вижив. | Свідчення Іваніченко Марії Данилівни. |
| 47    | Каретін Олексій                                            | с. Новосафронівка Новоодеського району Миколаївської області.                                                            |      | Під час лихоліття допоміг вижити Медведенко Євгенії та її сестрі, що залишились без батька. Олексій Каретін ділився з дітьми своїм пайком, який отримував у колгоспі. Весною підгодовував дівчат рибою. | Свідчення Черевченко (Медведенко) Євгенії Тарасівни. |
| 48    | Картава Іван Єлизарович                                    | смт Березнегувате Березнегуватського району Миколаївської області.                                                       |      | Працював лікарем у Березнегуватській лікарні. Врятував від голодної смерті Черевань (Грінченко) Килину Іларіонівну. Побачивши її, восьмирічну дівчинку, виснажену і з опухлими від голоду ногами, поклав у лікарню та годував. Також допоміг вижити іншим хворим, продовжуючи їм перебування у лікарні, де надавалося харчування. Ділився з хворими харчами з власного пайка. | Свідчення Грінченко Килини Іларіонівни. |
| 49    | Кащук Григорій                                             | смт. Базалія Теофіпольського району Хмельницької області.                                                                |      | Швець. У роки Голодомору допоміг вижити Ганні, Ліді, Марії та Василю Писарукам, дітям розкуркуленого односельця Писарука Омеляна Маркевича, якого засудили до трьохрічного ув'язнення. Четверо дітей залишились жити у бабусиному хліві. Григорій Кащук допомагав дітям взуттям та продуктами, завдяки чому діти не померли з голоду. | Свідчення Писарук Ганни Омелянівни. |
| 50    | Квач Маланка Зіновіївна                                    | с. Чернече Балтського району Одеської області.                                                                           |      | Під час Голодомору допомагала виживати сусідам: ділилась молоком власної корови. | Свідчення Марченко Ганни Іванівни. |
| 51    | Квітка Андрій Іванович                                     | 1898 р.н., с. Богодухівка Чорнобаївського району Черкаської області.                                                     |      | Перебував на посаді голови колгоспу. Влітку 1933 року для порятунку односельців вирішив скосити декілька десятин пшениці. Рішення підтримали на зборах. Людям видали по 3 кілограми зерна. За доносом невідомого Андрія Івановича Квітку засудили до 15 років таборів за шкідництво. Судимість відбував в Омську. В 1941 році загинув під Харковом, перебуваючи в Червоній армії. 21 листопада 2008 року за порятунок односельців від голодної смерті нагороджений орденом «За мужність III ступеня» (посмертно). | Матеріали Чорнобаївського районного краєзнавчого музею. |
| 52    | Кислян Палагія                                             | с. Бендзарі Балтського району Одеської області.                                                                          |      | Дружина голови сільської ради. Допомогла вижити Ніні та Марії, а також їхній матері, які після смерті батька залишилися без годувальника. Таємно від чоловіка брала з дому продукти та носила сиротам. Окрім цього, попередила селян про майбутні обшуки та виселення. | Свідчення Рябушенко (Струсевич) Ніни Василівни. |
| 53    | Кистерний Яків Петрович                                    | с. Хотіївка Семенівського району Чернігівської області.                                                                  |      | У роки Голодомору працював головою колгоспу «Доброволець». У 1933 році організував притулок для дітей-сиріт. Особисто звозив дітей, батьки яких померли з голоду, у притулок і надавав їм усіляку допомогу. | Свідчення Безручко (Кистерної) Олени Яківни, Баланчук (Мирошник) Марії Прохорівни. |
| 54    | Клименко Василь Юхимович                                   | с. Олександрівка Пирятинського району Полтавської області.                                                               |      | Перебував на посаді голови колгоспу. Протягом 1932–1933 рр. разом із головою сільради Петром Харченком врятував більшість односельців від голодної смерті. Восени 1932 року керівники роздали колгоспникам зерно на трудодні, організували в селі громадське харчування. На кожній бригаді та у центрі села створили громадські кухні, де щодня варили затірку. Наприкінці зими 1932–1933 року, коли будь-які запаси їжі в селі закінчилися, голова колгоспу вивів свою власну корову, наказав її забити, а з цього м'яса готували страви для селян. Тих людей, які найбільше потребували їжі, представників сімей, де були малі діти, голова колгоспу направляв на роботу в Чорний Хутір (нині — село Вікторія) там було організовано радгосп і видавали хлібний пайок. Василь Юхимович врятував від голодної смерті матір Михайла Степановича Приймака. У 2008 році на честь В. Ю. Клименка та П. П. Харченка у селі Олександрівка вдячні земляки відкрили меморіальну дошку.                                                                   | Свідчення Приймака Михайла Степановича. |
| 55    | Клименко Павло Гордійович                                  | с. Радивонівка Великобагачанського району Полтавської області.                                                           |      | У 1933 році витягнув із ями, у яку скидали тіла померлих з голоду, ще живого незнайомого чоловіка. Павло Клименко поділився із незнайомцем своїми харчами, забрав його додому, виходив, врятував від смерті. | Свідчення Дзюбенка Михайла Григоровича. |
| 56    | Кобельник Степан та Кобельник Марія                        | с. Завалійки Волочиського району Хмельницької області.                                                                   |      | Під час Голодомору допомогли вижити сім'ї Калини Тимофійовича та Параньки Іванівни Мудь, котрі виховували п'ятьох дітей. Кобельники ділилися з сусідами останніми запасами. Завдяки цій допомозі багатодітна сім'я змогла вижити. | Свідчення Мудь Леоніди Калинівни. |
| 57    | Ковальчук Григорій Минович                                 | 1894 р. н., с. Висулька Снігурівського району Миколаївської області.                                                     |      | У 1932 році — заступник голови Висуньської сільської ради. Організовував роздачу хліба селянам. За ці дії 28.12.1932 року заарештований. Постановою Особливої наради при колегії ДПУ УСРР від 19.04.1933 року із звинуваченням у зриві плану хлібозаготівлі засуджений до ув'язнення в концтаборі терміном на 3 роки. Реабілітований 31 червня 1989 року. | Трагедія століття: голодомор 1932–1933 років на Миколаївщині. — Миколаїв, 2003. — С. 223. |
| 58    | Козій Йосип Сидорович                                      | с. Шпиків Шаргородського району Вінницької області.                                                                      |      | Працював головою колгоспу. Голодною весною 1933 року розпорядився, щоб все зерно, яке лишилося у коморі, змололи для порятунку людей. Улітку 1933 року, коли достигав новий врожай, правління колгоспу ухвалило рішення змолоти 130 пудів зерна для підтримки голодних колгоспників. Залежно від кількості людей у сім'ї селянам видавали 2—3 пуди борошна. За вчинені дії голову колгоспу звинуватили у розкраданні колгоспного хліба та репресували. Йосип Козій був засуджений до 10 років ув'язнення. | Свідчення Дорофея Пікула // Нагребецький А. Н. Трагедія мого краю: Етапи «великого» шляху на Шаргородщині: розкуркулення, колективізація, голодомор. — Вінниця, 2008. — С. 407–408.                                                                                 |
| 59    | Козій Іван                                                 | с. Шпиків Шаргородського району Вінницької області.                                                                      |      | У 1932–1933 рр. входив до ревізійної комісії місцевого колгоспу. Влітку 1933 року правління колгоспу ухвалило рішення змолоти 130 пудів зерна для голодних селян. За звинуваченням у розкраданні колгоспного хліба І. Козія разом із головою ревізійної комісії М. Шкуріним засудили до розстрілу, який після апеляції замінили на 10 років тюремного ув'язнення. | Свідчення Дорофея Пікула // Нагребецький А. Н. Трагедія мого краю: Етапи «великого» шляху на Шаргородщині: розкуркулення, колективізація, голодомор. — Вінниця, 2008. — С. 407–408.                                                                                 |
| 60    | Козоріз Й.                                                 | с. Великий Хутір Драбівського району Черкаської області.                                                                 |      | У роки Голодомору працював бригадиром місцевого колгоспу. Врятував від голодної смерті одинадцять дітей. Попри те, що у його сім'ї росло шестеро власних дітей, узяв до себе ще одинадцять сиріт та виходив їх. Ділився чим міг і з іншими дітьми села. | Дяченко С. Страшный месяц Пухкутень // Огонек. — 1989. — № 27. — С. 25. |
| 61    | Колесниченко Сидір Тимофійович                             | 1898 р. н., с. Мар'янівка Арбузинського району Миколаївської області.                                                    |      | У 1932 році — голова артелі ім. Ворошилова села Полянка Мар'янівської сільської ради. Наприкінці цього ж року відмовився вивозити з колгоспу останні залишки зерна (100 центнерів). Також в рахунок натуральної оплати роздав колгоспникам 24 центнери зерна замість передбачених приписами 15. На вимогу вивезти зерно, публічно заявив: «Ви хочете колгоспників залишити голодними як у минулому році. Тепер план удвічі більший, ніж тоді. Якщо ми вас будемо слухати, то залишимось без хліба». За ці дії 2 січня 1933 року заарештований. Рішенням судової трійки при колегії ДПУ УСРР від 15.01.1933 року зі звинуваченням у зриві плану хлібозаготівлі, організації саботажу в обмолоті хліба засуджений до ув'язнення в концтаборі терміном на 5 років. У 1935 році достроково звільнений. Реабілітований 12 червня 1989 року. | Трагедія століття: голодомор 1932–1933 років на Миколаївщині. — Миколаїв, 2003. — С. 225. |
| 62    | Колот Кузьма Петрович                                      | с. Шумили Лебединського району Сумської області.                                                                         |      | Перебував на посаді голови місцевого колгоспу «Нове життя». Щоб якось полегшити становище односельців, наказав мірошнику Василю Заплюсвічці вночі змолотити зерно, незважаючи на те, що всі комори та млини було опломбовано. Вже вранці селяни одержали по 1 кілограмові борошна на кожного члена сім'ї. Через декілька годин працівники НКВС заарештували всіх причетних до видачі хліба та відправили їх у концентраційні табори Мурманська й Сахаліну. | Життя Лебединщини. — 2002. — 27 липня. |
| 63    | Коляновська Ганна                                          | с. Удріївка Дунаєвецького району Хмельницької області.                                                                   |      | Під час Голодомору допомогла вижити сім'ї сестри, ділилась із ними продуктами та молоком від корови. | Свідчення Кліпак Антоніни Андріївни. |
| 64    | Косак Володимир Олександрович                              | 1881—1969; с. Шарівка, Ярмолинецького району Хмельницької області.                                                       |      | У 1931–1933 роках директор місцевого радгоспу. Восени 1932 року під час хлібозаготівельної кампанії організував роздачу зібраного врожаю працівникам радгоспу як натуральної оплати. Надавав допомогу сім'ям овочами та іншими продуктами з радгоспівських запасів. За свідченнями очевидців, за самовільну роздачу харчів Володимира Косака на початку 1933 року звільнили з посади директора радгоспу та виключили з партії. | Свідчення Степанишиної Євгенії Аркадіївни, Глеги Бориса Івановича, Папуги Віри Валентинівни, Мировської Ніни Михайлівни, Халаменди Ганни Тимофіївни, Попович Аделії Іванівни та інших.                                                                              |
| 65    | Косарев Іван Харитонович                                   | с. Катеринівка Великолепетиського району Херсонської області.                                                            |      | Іван Харитонович працював головою колгоспу «Молот». Організував харчування селян. За його вказівкою в колгоспі забивали худих і слабких коней та роздавали м'ясо. Голова колгоспу особисто розвозив продукти по садибах односельців. | Свідчення Гулякіної Віри Петрівни // Груба М. Підтримка ціною в життя. — Велика Лепетиха, 2009. — С. 19—20. |
| 66    | Костюк (сім'я, імена і по батькові не відомі)              | м. Лебедин Сумської області.                                                                                             |      | У роки Голодомору допомагали вижити сім'ї Кравчинської Катерини Іванівни, ділилися з сусідами їжею. | Свідчення Кравчинської Катерини Іванівни. |
| 67    | Кривіч Яків Степанович                                     | с. Ходорків Попільнянського району Житомирської області.                                                                 |      | У 1930-х рр. — директор середньої школи та сільськогосподарського технікуму. Організував у школі підсобне господарство та зумів під час Голодомору зберегти значну кількість врожаю. Завдяки цьому, в школі діяла їдальня. Для учнів варили з борошна так звану «затірку», що дозволило їм вижити. | Свідчення Яроша Бориса Ілліча // Український голокост 1932–1933: Свідчення тих, хто вижив. — К., 2008. — Т. 6. / Упоряд. Ю. Мицик. — С. 103. |
| 68    | Кузьмін Г. І.                                              | м. Запоріжжя. |      | У 1932 році Запорізький міськком КП(б)У направив Г. І. Кузьміна для «зміцнення роботи» у колгосп ім. Чубаря Лукашівської сільради. Керуючи колгоспом, Кузьмін із початку обмолоту почав роздавати колгоспникам зерно. Незважаючи на невиконання плану хлібозаготівель, селяни отримали понад 40 центнерів пшениці. За ці дії на початку 1933 року Запорізький міськком КП(б)У виключив Г. І. Кузьміна з партії. | Національна книга пам'яті жертв Голодомору 1932–1933 років в Україні. Запорізька область. — Запоріжжя, 2008, — С. 721. |
| 69    | Куліш Григорій Тимофійович                                 | 1894 р. н., с. Куцо-Ганебне (сучасне с. Лебедівка) Сахновщинського району Харківської області.                           |      | У роки Голодомору працював головою колгоспу. Організував таємний забій колгоспних коней, м'ясо яких роздали селянам. Також сім'ям із малими дітьми виділяли молоко та інші продукти. Дозволяв колгоспникам, які працювали, брати з току зерно для приготування їжі. | Свідчення Петренко Ганни Григорівни. |
| 70    | Кулько Мотрона Юрківна                                     | с. Володимирівка Городнянського району Чернігівської області.                                                            |      | У часи лихоліття допомагала вижити сусідській сім'ї, ділилася з ними молоком та картоплею. | Свідчення Курико (Кулько) Олександри Павлівни. |
| 71    | Кущ Степан                                                 | с. Андріївка Бердянського району Запорізької області.                                                                    |      | Врятував від голодної смерті Єфросинію Резвін та її молодшу сестру. Після голодної смерті рідних дівчата залишилися сиротами. Степан Кущ забрав їх до себе та ділився з ними продуктами. Виснажений організм чоловіка не витримав хвороби, і він помер від запалення легенів. Однак, дякуючи його турботі, сестри змогли вижити. | Свідчення Резвін Єфросинії Степанівни. |
| 72    | Кущій Яків                                                 | с. Шпиків Шаргородського району Вінницької області.                                                                      |      | Входив до правління місцевого колгоспу. Влітку 1933 року, коли достигав новий врожай, правління колгоспу ухвалило рішення змолоти 130 пудів зерна, щоб підтримати голодних селян. За такі дії членів правління та ревізійної комісії колгоспу звинуватили у розкраданні колгоспного хліба та репресували. Якова Кущія засудили до 10 років ув'язнення. | Свідчення Дорофея Пікула // Нагребецький А. Н. Трагедія мого краю: Етапи «великого» шляху на Шаргородщині: розкуркулення, колективізація, голодомор. — Вінниця, 2008. — С. 407–408.                                                                                 |
| 73    | Лисак Тихон                                                | с. Демківці Чемеровецького району Хмельницької області.                                                                  |      | Під час Голодомору врятував від смерті Пацьорка Івана, його дружину Наталку та трьох їхніх дітей, що вже лежали опухлі з голоду. Власна сім'я Тихона, у якій було четверо дітей, також голодувала. Лисак, вимінявши на останні пожитки гречаної підкруп'янки, готував із неї затірку і щодня носив її опухлим сусідам. Завдяки цій допомозі вони врятувалися. | Свідчення Гортинської Броніслави Іванівни. |
| 74    | Лляна Поліна Федорівна                                     | селище Велика Лепетиха Великолепетиського району Херсонської області.                                                    |      | У 1932–1933 рр. працювала вчителькою у місцевій школі. Разом зі своєю колегою Дариною Сергіївною (прізвище невідоме) врятувала від голодної смерті сім'ю Онисима Грека, у якій виховувалось троє дітей. Дізнавшись, що сім'я потерпає від голоду, вчительки приносили їм крупи. Завдяки цьому, мати та двоє дітей врятувалися від голодної смерті. | Свідчення Грек Марії Онисимівни // Марченко М. Голодомор 1932–1933 рр. в Україні на Великолепетищині. — Т. 3. На межі існування. — Велика Лепетиха, 2009. — С. 75—76.                                                                                               |
| 75    | Макуха Протас                                              | с. Новопетрівка Білозерського району Запорізької області.                                                                |      | Під час Голодомору, незважаючи на скрутне становище власної родини, допомагав продуктами тим, хто голодував. | Свідчення Войтенко Євдокії Юхимівни. |
| 76    | Малиш (ім'я, по батькові невідомі)                         | с. Костянтинівка Арбузинського району Миколаївської області.                                                             |      | Працював комірником колгоспу «Жовтнева революція». Влітку 1933 року для порятунку селян від голоду, спільно з головою колгоспу Богородицьким та заступником голови Мар'яновим (імена і по батькові невідомі) організували покіс та роздачу зерна колгоспникам. За вчинені дії разом з іншими членами управи був виключений із кандидатів до партії та відданий до суду. (Див. також довідку на Богородицького). | Трагедія століття: голодомор 1932–1933 років на Миколаївщині. — Миколаїв, 2003. — С. 87—88. |
| 77    | Маловічко Андрій Іванович                                  | с. Грунь Охтирського району Сумської області.                                                                            |      | У 1932 році працював головою колгоспу «Більшовик». Відмовився віддавати останні запаси зерна в рахунок хлібозаготівель, заявивши: «Я хліб не здам. Я не допущу, щоб мої колгоспники мерли з голоду». За такі дії його виключили з партії. За спогадами, самостійно здав партквиток. Незважаючи на те, що село було записано на «чорну дошку», мужність голови колгоспу дозволила його мешканцям вижити. | Свідчення Замрія Юрія Юхимовича. |
| 78    | Мартиновський Василь                                       | с. Софіївка Первомайського району Миколаївської області.                                                                 |      | У роки Голодомору був головою сільської ради. Очевидці свідчать, що Василь Мартиновський крав на полі посіяне жито, потім перемелював на борошно та роздавав селянам. Коли на полі зібрали весь урожай, Василь упав навколішки перед головою колгоспу і благав, щоб йому дали трішки зерна, яке він розділить між людьми. | Свідчення Бондаренко Валентини Данилівни. |
| 79    | Мар'янов (ім'я, по батькові невідомі)                      | с. Костянтинівка Арбузинського району Миколаївської області.                                                             |      | Мар'янов перебував на посаді заступника голови колгоспу «Жовтнева революція». Улітку 1933 року для порятунку селян від голоду, спільно з головою колгоспу Богородицьким та комірником Малишем (імена і по батькові невідомі) організували покіс та роздачу зерна колгоспникам. За вчинені дії разом з іншими членами управи був виключений із кандидатів до партії та відданий до суду. (Див. також довідку на Богородицького) | Трагедія століття: голодомор 1932–1933 років на Миколаївщині. — Миколаїв, 2003. — С. 87—88. |
| 80    | Морозовський Микита                                        | с. Борсуки Балтського району Одеської області.                                                                           |      | Сільський священник. Під час Голодомору усе, що давали на церкву, роздавав людям, які голодували. У 1933 році Микита Морозовський, його дружина та дочка померли з голоду. | Свідчення Ліповської Леоніди Фомівни. |
| 81    | Назаров Степан Федорович                                   | 1893 р.н., селище Корюківка Чернігівської області.                                                                       |      | У 1931–1936 рр. очолював лісництво. У 1933 році врятував від голодної смерті сім'ю Ковтунів — Федора Никифоровича і Феодосію Андріївну та їхніх дітей: Івана (1923 р.н.), Василя (1926 р.н.), Павла (1928 р.н.), Ольгу (1932 р.н.) з села Велике Будище Полтавської області. Сім'я Ковтунів втекла з охопленої голодом Полтавщини на Чернігівщину. Степан Федорович надав Ковтуну роботу у лісництві, посприяв у виділенні житла, допомагав продуктами. Сім'я Ковтунів змогла вижити, а всі їхні родичі, які залишились на Полтавщині, померли. | Свідчення Корнієвської (Назарової) Діни Степанівни. |
| 82    | Непомнящий Самійло Еммануїлович                            | с. Будилка Лебединського району Сумської області.                                                                        |      | У роки Голодомору працював директором спиртозаводу. Завдяки діяльності Самійла Еммануїловича село не дуже потерпіло від голоду. Керівник підприємства надавав допомогу продуктами з заводу тим, хто потребував. Траплялося, що списували картоплю як відходи, вивозили возами за село для того, щоб люди могли її забрати. | Свідчення Стегній (Хелемелі) Віри Макарівни, Ануфрієвої Анни Олексіївни // Голодомор на Сумщині у спогадах очевидців: Збірник матеріалів / Упорядкув., передм., приміт. С. В. П'ятаченка. — Книга 1. — Суми, 2008. — С.69—71.                                       |
| 83    | Олексієнко Григорій Омелянович                             | Бл. 1900 р. н., с. Чубарівка Маловисківського району Кіровоградської області.                                            |      | Омелян Григорович працював директором школи. Організував харчування школярів, завдяки чому багато дітей, у тому числі й автор свідчення — Чорна Олена Трохимівна, вижили. За самовільну організацію харчування дітей у 1933 році Олексієнка та його дружину арештували. Подальша їхня доля невідома. | Свідчення Чорної Олени Трохимівни. |
| 84    | Олексієнко Клавдія Олексіївна                              | Бл. 1905 р.н., с. Чубарівка Маловисківського району Кіровоградської області.                                             |      | Працювала вчителькою місцевої школи. Допомагала чоловіку, директору школи Олексієнку Григорію Омеляновичу, організувати харчування учнів, за що у 1933 році була арештована. Подальша доля невідома. | Свідчення Чорної Олени Трохимівни. |
| 85    | Осадчук Іван Сидорович                                     | 1901 р.н., с. Нова Чортория Любарського району Житомирської області.                                                     |      | У роки Голодомору працював головою колгоспу. В 1930 році організував і очолив новочорторийський колгосп «Червоний фронтовик». Коли у навколишніх селах лютувала голодна смерть, у Новій Чорториї від голоду люди не вмирали. Завдяки зусиллям голови колгоспу селяни отримували їжу. Іван Сидорович просив усіх, щоб виходили хоч на якусь роботу в колгоспі, а за це вже «законно» отримували тарілку харчу. Колгоспна їдальня годувала всіх, на дітей давали пайок додому. Харчування вдалося налагодити завдяки зв'язкам голови колгоспу із військовою частиною, яка стояла у Мирополі. Крім того, Осадчук намагався зберегти хліб, приховавши його від контролюючих органів. | Повідомлення Жук О. Л., Остап'юк Т. І. |
| 86    | Очерідник Наталія                                          | Бл. 1920 р.н., селище Велика Лепетиха Великолепетиського району Херсонської області.                                     |      | Наталія Очерідник врятувала від голодної смерті покинуту дитину. Після смерті батьків з голоду 12-річна Наталка разом із старенькою бабусею вирішили у пошуках порятунку виїхати із села. На залізничній станції Нижні Сірогози їм підкинули немовля-дівчинку. Бабуся запропонувала віддати дитину міліціонерам, але Наталка наполягла залишити дитину в себе. Доля закинула Наталку із бабусею та немовлям у Казахстан, де бабуся померла. Наталка залишилась із маленькою дитиною на руках. Їй довелося дуже важко працювати, щоб вижити та врятувати маленьку Тетянку. Пізніше Наталка з дитиною повернулася в Україну. | Марченко М. Голодомор 1932–1933 рр. в Україні на Великолепетищині. — Т.3. На межі існування. — Велика Лепетиха, 2009. — С. 76. |
| 87    | Панаж Василь                                               | Бл. 1885 р. н., с. Гюнівка Великобілозерського району Запорізької області.                                               |      | У роки Голодомору працював бригадиром колгоспу. Допоміг вижити сім'ї Пелюшенків. Василь Панаж отримував посилки з продуктами з Далекого Сходу від свого сина Данила, офіцера Червоної армії та годував продуктами дітей Пелюшенків. | Свідчення Пелюшенка Миколи Фановича. |
| 88    | Папуша Франя                                               | с. Плоске Балтського району Одеської області.                                                                            |      | У 1933 році разом із Мотрею Пиндюр врятувала від голодної смерті сусідського хлопчика, який після смерті з голоду батьків залишився сиротою. Дівчата щодня таємно приносили сироті частину свого мізерного пайка, який отримували за роботу у колгоспі, та годували його. А після відкриття дитячих ясел влаштували його туди. Завдяки їхній турботі хлопець залишився живий. | Свідчення Колісник Ганни Никанорівни. |
| 89    | Парфило Микола Юхимович                                    | с. Шумили Лебединського району Сумської області.                                                                         |      | У роки Голодомору працював комірником колгоспу «Нове життя». Разом з керівництвом колгоспу взяв участь у порятунку селян від голодної смерті. Видав колгоспникам по 1 кілограмові борошна на кожного члена сім'ї. Через декілька годин працівники НКВС заарештували всіх причетних до видачі хліба, без суду і слідства відправили їх в концентраційні табори Мурманська і Сахаліну. | Життя Лебединщини. — 2002. — 27 липня. |
| 90    | Патлатий Герасим                                           | с. Соломна Сатанівського району Хмельницької області.                                                                    |      | Герасим Патлатий разом із Паланкою Пипою врятували від голодної смерті сім'ю Надії Ананіївни Рак. Працюючи на колгоспній свинофермі, вони щодня частину кормів, які отримували для свиней, віддавали родині Надії Ананіївни. Завдяки цій допомозі Надія та її рідні змогли вижити. | Свідчення Рак Надії Ананіївни. |
| 91    | Пахота Савка                                               | с. Новопетрівка Білозерського району Запорізької області.                                                                |      | Під час Голодомору, незважаючи на скрутне становище власної родини, допомагав продуктами тим, хто голодував. | Свідчення Войтенко Євдокії Юхимівни. |
| 92    | Пелюх (Пеліхов) Тимофій Іванович                           | м. Ічня Ічнянського району Чернігівської області.                                                                        |      | У 1932–1933 рр. був головою Ічнянського колгоспу «1 травня». За свідченням очевидців, у 1932 р. колгосп виконав 4 поставки хлібоздачі і залишив зерно у насіннєвому фонді. Голова колгоспу завбачливо роздав колгоспникам зерно на трудодні, що врятувало їх від голоду. Відмовився вивозити посівний матеріал із колгоспу, та приховав його. Після виявлення зерна Тимофія Івановича звільнили з посади, та проводили судове слідство. | Свідчення Коваленка Аскольда Івановича, Охріменка Феодосія Івановича. Свідчення Охріменка Феодосія Івановича // Український голокост 1932–1933: Свідчення тих, хто вижив. — К., 2008 . — С. 305.                                                                    |
| 93    | Петричук Петро Петрович                                    | смт. Базалія Теофіпольського району Хмельницької області.                                                                |      | На початку 1930-х років — працівник пошти. У роки Голодомору допоміг вижити Ганні, Ліді, Марії та Василю Писарукам, дітям розкуркуленого односельця. Їхнього батька — Писарука Омеляна Марковича — засудили до трьохрічного ув'язнення, а четверо дітей залишились жити у бабусиному хліві. Петро Петрович допомагав дітям, що залишились без батьківської опіки, крупами, картоплею та іншими продуктами, завдяки чому діти не померли з голоду. | Свідчення Писарук Ганни Омелянівни. |
| 94    | Піддубний Іван                                             | с. Поділ Срібнянського району Чернігівської області.                                                                     |      | У 1933 році працював бригадиром у місцевому колгоспі. Допоміг вижити Павлу Погрібному, котрий вже опух з голоду. Іван Піддубний забрав Павла до себе додому та допоміг прохарчуватися у ці скрушні роки. | Свідчення Погрібного Павла Васильовича. |
| 95    | Пипа Паланка                                               | с. Соломна Сатанівського району Хмельницької області.                                                                    |      | Паланка Пипа разом із Герасимом Патлатим врятували від голодної смерті сім'ю Надії Ананіївни Рак. (Див. довідку про Патлатого Герасима). | Свідчення Рак Надії Ананіївни. |
| 96    | Пиндюр Мотря                                               | с. Плоске Балтського району Одеської області.                                                                            |      | У 1933 році разом із Франею Папушею врятувала від голодної смерті сусідського хлопчика, який після смерті з голоду батьків залишився сиротою. (Див. довідку про Папушу Франю). | Свідчення Колісник Ганни Никанорівни. |
| 97    | Попович Тихін Павлович                                     | с. Аркалаєвка (Калинівка) Березнегуватського району Миколаївської області.                                               |      | У 1932–1933 роках перебував на посаді голови колгоспу ім. Калініна. Забезпечив колгоспників та їхні сім'ї харчовими пайками, для чого, незважаючи на заборону та загрозу арешту, використав частину посівного матеріалу. | Свідчення Попович Надії Данилівни // Шнабель-Тихомирова О. Я. Трагедія голоду на Великомихайлівщині: Спогади. — Одеса, 1998. — С.28. |
| 98    | Прокопенко Степан                                          | с. Комиші, Охтирський район Сумської області                                                                             |      | | Свідчення Олени Захарченко. |
| 99    | Рубаха Софія Василівна                                     | с. Великий Зліїв Ріпкинського району Чернігівської області.                                                              |      | У роки Голодомору Софія Василівна врятувала життя сусідки Палажки (Палагеї), дружини пасічника Мартина. Чоловік та діти Палагеї, шестирічна Уляна і чотирирічна Варвара, померли з голоду. Виснажена жінка із опухлими ногами прийшла до сусідів з проханням щось поїсти. Софія Василівна Рубаха тримала корову, а також пекла для своїх рідних «коржики» з сухого листя липи, варила «зелений борщ» з лободи, щавлю, зірочнику (мокриці). Вона почала давати Палажці по мисці цього борщу і горнятку молока щодня. Палагею вдалося врятувати від голодної смерті, вона прожила до 93 років. | Свідчення Семенюк (Рубахи) Зінаїди Григорівни. |
| 100   | Руденко Кузьма                                             | с. Бахмач Чернігівської області.                                                                                         |      | Під час Голодомору допоміг вижити сім'ї своєї сусідки Євдокії, яка сама виховувала трьох дітей. Кузьма Руденко віддав із своїх запасів мішок ячменю для порятунку дітей-сиріт. | Свідчення Ковтуна Івана Опанасовича. |
| 101   | Рудь Митрофан Никифорович                                  | с. Запоріжжя та с. Демидівка, Великолепетиського району Херсонської області.                                             |      | Перебував на посаді голови колгоспу «Комунар». Завдяки його самовідданій праці в 1932–1933 рр. селяни уникли масової смертності. Голова колгоспу забезпечив для усіх мешканців села громадське харчування. У 1933 році він також організував дитячі ясла, де дітей годували. | Свідчення Миць Марії Мефодіївни // Груба М. Підтримка ціною в життя. — Велика Лепетиха, 2009. — С. 21—22. |
| 102   | Рябченко (ім'я, по батькові невідоме)                      | Острівська сільрада Великолепетиського району Херсонської області.                                                       |      | У 1932 році працював головою колгоспу «Заповіт Ілліча». Незважаючи на пряму заборону уповноваженого райкому КП(б)У, роздав 8 центнерів борошна колгоспникам в рахунок натуральних авансів. | Херсонщина. Голодомор. 1932–1933: Збірник документів / Державний архів Херсонської області. — Херсон, 2008. — С. 89. |
| 103   | Рязанов Омелян Андрійович                                  | 1901 р.н., с. Рубанівка Великолепетиського району Херсонської області.                                                   |      | У 1932 році — секретар місцевого партосередку. У документах архівно-слідчої справи вказано, що його заарештували 3 січня 1933 року та звинуватили у саботажі хлібозаготівель. У вироку зазначено, що Рязанов О. А. працюючи завідувачем парового млина, розпорядився швидко змолотити та роздати колгоспникам зерно, таким чином уникнути хлібозаготівлі. Засуджений на 3 роки концтаборів. | ДАХО. — Ф.Р-4033. — Оп. 7. — Спр. 695. — Арк. 8,12. |
| 104   | Сабецька Надія                                             | с. Мар'янівка (Вишневе) Софіївського району Дніпропетровської області.                                                   |      | У роки Голодомору працювала комірником колгоспу. Допомагала голодним дітям, що приходили у пошуках їжі до колгоспної комори. За спогадами, Надія Сабецька неодноразово виносила з комори круги макухи, розбивала на шматки й роздавала дітям. | Свідчення Мурлян Марії Павлівни. |
| 105   | Сепета Павло Дмитрович                                     | 1894 р. н., с. Велика Лука Липоводолинського району Сумської області.                                                    |      | Восени 1932 року очолив колгосп ім. Петровського Поділківської сільської ради (с. Велика Лука) і роздав селянам додатково 1200 пудів хліба. За вчинені дії постановою виїзної президії Липоводолинської районної контрольної комісії КП(б)У Павла Дмитровича Сепету 14 листопада 1932 р. виключили з партії та ухвалили «за припущений злочин справу передати судово-слідчим органам для притягнення до відповідальності за законом про охорону громадської власності». | ДАСО. — Ф.П-24. — Оп.1. — Спр. 89. — Арк. 9. |
| 106   | Сидоренко Михайло                                          | с. Оситна Новомиргородського району Кіровоградської області.                                                             |      | Під час Голодомору допомагав односельцям продуктами харчування. | Свідчення Дранко Надії Сидорівни. |
| 107   | Смуток Ксенофонт Григорович                                | 1901 р.н., с. Мала Кужелівка Дунаєвецького району Хмельницької області.                                                  |      | Голова колгоспу. У 1932 році майже весь зібраний урожай з колгоспу забрали в рахунок хлібозаготівлі. Після цього Ксенофонт Григорович зібрав правління колгоспу та вніс питання про боротьбу з голодом. Члени правління одноголосно проголосували за пропозицію голови: роздати людям зерно (так званий «мірчук»), що залишилося у млині після помолу та мало вивозитися на станцію Дунаївці згідно з планом хлібозаготівель. Цей вчинок врятував село (більше тисячі жителів) від голодної смерті. За видачу «мірчука» Смутка засудили до позбавлення волі терміном на 5 років. | Свідчення Чорної A.B., Пелішенко А. І., Білан К. П. |
| 108   | Соловей Пилип Артемович                                    | с. Тарган Володарського району Київської області.                                                                        |      | Перебував на посаді голови колгоспу. Наприкінці лютого 1933 року організував громадське харчування у селі. (Див. довідку на Бабенка Андрія). | Свідчення Овдіюк (Шевчук) Олександри Іванівни. |
| 109   | Спаровий Олексій Фадійович                                 | 1905 р. н., с. Ульянівка Бобринецького району Кіровоградської області.                                                   |      | У 1927–1932 рр. працював головою артілі «Прапор». Восени 1932 року Олексій Спаровий отримав розпорядження підготувати зерно до вивезення у районний центр. Голова артілі зрозумів, що вивезуть усе, навіть насіннєвий фонд. Олексій Фадійович зібрав сільську громаду та запропонував селянам не віддавати, а сховати хліб. Увесь вечір люди ховали зерно по дворах, а вночі приїхали підводи заготівельників. Побачивши пусті комори, голову артілі заарештували. Та Спаровому вдалося втекти. Пізніше він зумів влаштуватись у сусідній області їздовим у лісництві та таємно вивезти із села свою родину. Завдяки мужності голови артілі мешканці Ульянівки вижили під час Голодомору. | За матеріалами, зібраними Я. Луговською. |
| 110   | Співак Федора Павлівна                                     | с. Драбинівка Новосанжарського району Полтавської області.                                                               |      | У роки Голодомору допомогла вижити Фастівцям Вірі та Миколі, які залишились без батька. Феодора Павлівна часто ділилася з дітьми своїми продуктами, давала хліб, макуху. | Свідчення Фастівець Віри Єгорівни. |
| 111   | Сугак Максим                                               | с. Бендзарі Балтського району Одеської області.                                                                          |      | Допоміг вижити сім'ї Сарафанюка Івана Дем'яновича. Ділився продуктами, які отримував у колгоспі — крупами, житнім хлібом. | Свідчення Сарафанюка Якова Івановича. |
| 112   | Тафрова Феодора Іванівна                                   | с. Петрівка Приморського району Запорізької області.                                                                     |      | Під час Голодомору допомогла вижити Надії Янчевій та її матері, Володимиру Христову, його сестрі та багатьом іншим дітям у селі. Феодора Іванівна, «тітка Феодора», підгодовувала дітей, роздаючи їм зароблені у колгоспі продукти. Сім'ям сусідів (Христових), що опухли з голоду, Феодора Тафрова щодня приносила їжу. Взимку 1933 року виснажений через недоїдання організм Феодори Іванівни не зумів побороти запалення легенів, і вона померла. | Свідчення Янчевої Надії Кирилівни, Христова Володимира Гнатовича, Здравчевої Віри Петрівни. |
| 113   | Терлецький Яків Степанович                                 | 1909 р. н., с. Тернове Добровеличківського району Кіровоградської області.                                               |      | Яків Степанович працював головою колгоспу «Червоний лан». Для порятунку колгоспників та їхніх сімей організував громадське харчування. У колгоспній їдальні дозволялося харчуватися лише колгоспникам, які могли працювати, іншим Яків Степанович розпорядився виділяти по півлітра молока, яке приносили додому. Зусиллями голови колгоспу у селі організували притулок для дітей, батьки яких померли з голоду. У цьому притулку, що проіснував до 1937 року, знайшли порятунок понад 30 дітей. | Свідчення Осадчої Віри Павлівни. |
| 114   | Тиханський Івлій                                           | с. Велике Плоске Великомихайлівського району Одеської області.                                                           |      | Івлій Тиханський був членом буксирної бригади в роки Голодомору. Використовував свої можливості для порятунку односельців. Під час обшуків, у яких змушений був брати участь, не виказував селянські запаси. Своїми мужніми діями (адже при виявленні такого «саботажу» міг бути арештований) врятував не одну сім'ю, зокрема родину священика Петра Івановича Зав'язкіна, у якій зростало восьмеро дітей. Під час обшуку господарства священика, Тиханський, дізнавшись, що у клуні зберігаються кілька мішків із зерном кукурудзи, не дозволив іншим членам бригади провести там обшук і відвів бригаду із подвір'я. | Свідчення Зав'язкіна Федора Івановича. |
| 115   | Тищенко Єгор Кирейович                                     | 1895 р. н., с. Уздиця Глухівського району Сумської області.                                                              |      | У роки Голодомору працював головою колгоспу «Піонер». Організував їдальню для колгоспників, де харчувалися не лише дорослі, але й діти. Для порятунку мешканців села самовільно розпорядився перше намолочене зерно роздати людям. За цей вчинок був засуджений. | Свідчення Тищенка Івана Єгоровича, Сидоренко Марії Єфимівни, Лузан Валентини Дмитрівни, Пилипенко Марії Михайлівни та інших. |
| 116   | Ткаченко Василь Дорофійович                                | с. Оленівка Жовтневого району Миколаївської області.                                                                     |      | Допоміг вижити сім'ї розкуркуленого сусіда Антона, де виховувалося шестеро дітей. У розкуркулених вилучили все продовольство. Василь Дорофійович, який зумів приховати під час обшуків частину своїх припасів, ділився із сусідами продуктами, годував їхніх дітей. | Свідчення Ткаченко Олени Антонівни. |
| 117   | Трофименко Єфросинія                                       | м. Ізюм Харківської області.                                                                                             |      | Під час Голодомору врятувала життя шестирічної Наталії Чорнобай. Опухлу з голоду дівчинку разом із братами покинули на залізничній станції у місті Ізюм. Далі дитина потрапила до дитячого притулку, звідки її потай забрала до себе Є. Трофименко. Жінка виходила дівчинку, ділилася з нею останнім. | Свідчення Лісничої (Чорнобай) Наталії Іванівни. |
| 118   | Троцан Петро                                               | селищеще Велика Лепетиха Великолепетиського району Херсонської області.                                                  |      | У роки Голодомору допоміг вижити родині Мільченко Параски Трохимівни. Петро Троцан, котрий працював на «салотопці», постійно приносив дітям Мільченків продукти. | Свідчення Мільченко Параски Трохимівни // Марченко М. Голодомор 1932–1933 рр. в Україні на Великолепетищині. — Т.3. На межі існування. — Велика Лепетиха, 2009. — С. 77.                                                                                            |
| 119   | Уткін Тарас Пантелійович                                   | с. Білоусівка, Вознесенський район, Миколаївська область.                                                                |      | У роки Голодомору завідував лабораторією. Допомагав виживати односельцям. Давав людям зерно, борошно. | Свідчення Григор'євої Ніни Тарасівни. |
| 120   | Федоренко Іван та Ольга                                    | с. Виноградівка Веселинівського району Миколаївської області                                                             |      | Подружжя допомогло вижити Ганжі Ганні Фотіївні та двом її сестрам, батьки яких померли. | Свідчення Ганжі Ганни Фотіївни. |
| 121   | Фідлер (сім'я, імена і по батькові не відомі)              | селище Розівка Запорізької області.                                                                                      |      | Родина Фідлер (німці) допомогла вижити сім'ї Лісовської Марії Павлівни, ділилася із сусідами їжею. | Свідчення Лісовської Марії Павлівни. |
| 122   | Філь Степан Васильович                                     | Новоолександрівська сільська рада Хорлівського (нині — Каланчацького) району Херсонської області.                        |      | У 1932 році працював головою колгоспу «Серп і молот». Протестував проти обсягів хлібопостачання. У грудні 1932 року, всупереч розпорядженням керівництва, зберігав у колгоспній коморі зерно для селян. Хорлівський райвідділ ДПУ звинуватив Степана Васильовича Філя у роздачі хліба колгоспникам. | Херсонщина. Голодомор. 1932–1933: Збірник документів / Державний архів Херсонської області. — Херсон, 2008. — С. 86. |
| 123   | Фліпчюк Григорій                                           | с. Юхимівці Волочиського району Хмельницької області.                                                                    |      | У 1932 році врятував життя сім'ї Михайла Ружицького, якого розкуркулили та арештували. Дружину та трьох малолітніх дітей, як сім'ю ворога народу, вигнали з хати. Григорій Фліпчюк прийняв чужих людей до себе, ділився з ними останньою крихтою хліба. | Свідчення Ружицького Федора Михайловича. |
| 124   | Харченко Петро Павлович                                    | с. Олександрівка Пирятинського району Полтавської області.                                                               |      | У роки Голодомору — голова сільради. Разом із головою колгоспу Василем Клименком організував у селі громадське харчування, завдяки чому більшість односельців було врятовано від голодної смерті. У 2008 році на честь В. Ю. Клименка та П. П. Харченка у селі відкрито меморіальну дошку. (Див. також довідку на Клименка В. Ю.). | Свідчення Приймака Михайла Степановича. |
| 125   | Цимбаліста Олена                                           | с. Калуга (Михайлівка) Березнегуватського району Миколаївської області.                                                  |      | Олена Цимбаліста допомогла вижити рідним та сусідам. Вона ткала рядна. За роботу замовники розраховувалися продуктами, якими жінка ділилася з іншими. | Свідчення Погрібної Ганни Петрівни. |
| 126   | Цирульник Корній                                           | с. Алтинівка Кроливецького району Сумської області.                                                                      |      | Перебував на посаді голови колгоспу. Допоміг вижити сім'ї Скороход Тетяни Тихонівни, надавав її матері допомогу просом, ячменем тощо. Весною 1933 року організував харчування колгоспників у полі. При цьому годували не лише тих, хто працював, але й тих, що лишалися вдома. | Свідчення Скороход Тетяни Тихонівни // Свідчення очевидців про голод 1930—40-х років на Сіверщині / Відділ культури і туризму Кролевецької районної державної адміністрації; Кролевецький районний краєзнавчий музей; упоряд. А. В. Карась. — Глухів, 2008. — С.14. |
| 127   | Чумаченко Хома Якович                                      | с. Комарівка Олешнянської сільської ради Охтирського району Сумської області.                                            |      | У роки Гролодомору — голова колгоспу. Завдяки його діяльності в Комарівці, на відміну від Олешні та інших сусідніх сіл, не було масової смертності з голоду. Хома Якович надавав допомогу продуктами сім'ям, що голодували. Для порятунку односельців організував забій колгоспних коней, їхнє м'ясо роздавалось людям. Організував громадське харчування, вживав заходів, щоб їжу отримували не лише працездатні, але й діти, хворі та опухлі з голоду. Чумаченко організував притулок для осиротілих дітей із сусідніх сіл. У притулку було врятовано 30 дітей-сиріт. | Свідчення Крамаренко Ганни Степанівни. |
| 128   | Шаповал Дарія Максимівна                                   | с. Березівка Балтського району Одеської області.                                                                         |      | Під час Голодомору, попри те, що у власній сім'ї було восьмеро дітей, допомогла вижити сусідам — Горпині Сорокатій із малими внуками, Марині Диколі та іншим. Дарія Максимівна ділилась молоком від корови, яку утримувала. | Свідчення Литвинової (Шаповал) Софії Семенівни. |
| 129   | Шаргородський Пантелеймон Іванович                         | с. Демківка Тростянецького району Вінницької області.                                                                    |      | Пантелеймон Іванович допоміг вижити сім'ї Івана Фабрики, який мав трьох дітей. | Свідчення Фабрики Василя Климовича. |
| 130   | Шардт Адольф Станіславович                                 | селище Божандарівка Криничанського району Дніпропетровської області.                                                     |      | У 1932 році Адольф Станіславович Шардт працював директором школи. Разом із своєю дружиною Єлизаветою Францівною та братом Іваном Станіславовичем організував харчування для усіх школярів (500 чоловік). У їдальні годували кукурудзяною кашею і цим рятували життя дітей. Учителів арештували влітку 1932 року і більше вони у село не повернулись. | Свідчення Демченко Олександри Марківни. |
| 131   | Шардт Єлизавета Францівна                                  | селище Божандарівка Криничанського району Дніпропетровської області.                                                     |      | У 1932 році працювала вчителькою у місцевій школі. Разом із чоловіком А. С. Шардтом та його братом І. С. Шардтом організували харчування для школярів, чим врятували їхні життя. (Див. довідку на Шардта А. С.). | Свідчення Демченко Олександри Марківни. |
| 132   | Шардт Іван Станіславович                                   | селище Божандарівка Криничанського району Дніпропетровської області.                                                     |      | У 1932 році працював учителем місцевої школи. Разом із братом, директором школи А. С. Шардтом та його ж дружиною Є. Ф. Шардт організували харчування для школярів, чим врятувала їхні життя. (Див. довідку на Шардта А. С.) | Свідчення Демченко Олександри Марківни. |
| 133   | Швець Хима                                                 | с. Варюшине Веселинівського району Миколаївської області.                                                                |      | Під час Голодомору Швець Хима, яка тримала корову, допомагала вижити багатодітній сім'ї циган, які мешкали на тій же вулиці, що й вона. Хима приносила сусідам молоко. У сім'ї циган було багато дітей і їм було дуже важко. | Свідчення Мартинової Раїси Андріївни. |
| 134   | Швець Федір Тарасович та дружина Палажка                   | с. Виноградівка Веселинівського району Миколаївської області.                                                            |      | Сім'я Швеців допомогла вижити Ганжі Ганні Фотіївні та двом її сестрам, батьки яких померли. Приносили дітям молока, борошно та інші продукти. | Свідчення Ганжі Ганни Фотіївни. |
| 135   | Шкурін Макар                                               | с. Шпиків Шаргородського району Вінницької області.                                                                      |      | У 1933 році очолював ревізійну комісію місцевого колгоспу. Влітку 1933 року разом з іншими членами правління колгоспу ухвалив рішення змолоти та роздати селянам 130 пудів зерна — по 2—3 пуди борошна на сім'ю. За вчинені дії Макара Шкуріна засудили до розстрілу, який, після апеляції, замінили на 10 років ув'язнення. | Свідчення Дорофея Пікула // Нагребецький А. Н. Трагедія мого краю: Етапи «великого» шляху на Шаргородщині: розкуркулення, колективізація, голодомор. — Вінниця, 2008. — С. 407–408.                                                                                 |
| 136   | Шовкопляс (ім'я, по батькові невідомі)                     | с. Новомикільськ Міловського району Луганської області.                                                                  |      | За свідченням Смішливої Л. О., був уповноваженим (?) у селі. Для порятунку селян привозив із млина сусіднього села борошно, з якого готували «затірку» для селян. За свою діяльність заарештований або відкликаний із села в 1933 році. | Свідчення Смішливої Лампії Олександрівни. |
| 137   | Шрамко Григорій Іванович                                   | с. Капустяни Тростянецького району Вінницької області.                                                                   |      | В роки Голодомору Григорій Іванович працював директором місцевого цукрового заводу. Турботами Григорія Івановича у селі не було масової смертності з голоду. Зокрема, він організував на підприємстві харчування для робітників. При заводі був відгодівельний пункт, де тримали корів. Молоко переробляли на сметану, а залишки переробки («перегін») розподіляли між сім'ями робітників. | Свідчення Фабрики Василя Климовича. |
| 138   | Штихно Йосиф Ігнатович                                     | 1910 р. н., с. Наумівка Корюківського району Чернігівської області.                                                      |      | Під час Голодомору був членом буксирної бригади. Проте, навіть виявивши у сільському дворі яму з зерном, Йосиф Штихно, ризикуючи бути викритим, не повідомляв про це бригаду. Завдяки його мужнім діям багато селян Червоної Буди, де проводилися пошуки продовольства, змогли врятувати свої останні запаси. Після голодних років Йосиф Штихно став для жителів Червоної Буди бажаним гостем, оскільки допоміг багатьом сім'ям вижити. | Свідчення Гончаренко Ольги Тимофіївни. |
| 139   | Шумило Іван Якович                                         | с. Шумили Лебединського району Сумської області.                                                                         |      | У роки Голодомору — бухгалтер колгоспу «Нове життя». Разом з головою колгоспу Кузьмою Колотом ухвалив рішення змолотити зерно і роздати селянам по 1 кілограмові борошна на кожного члена сім'ї. Працівники НКВС арештували усіх причетних до видачі хліба. Без суду і слідства їх відправили у концентраційні табори Мурманська і Сахаліну, звідки Іван Якович Шумило не повернувся. | Життя Лебединщини. — 2002. — 27 липня. |
| 140   | Шумило Василь Іванович                                     | с. Шумили Лебединського району Сумської області.                                                                         |      | У роки Голодомору — завгосп колгоспу «Нове життя». Разом з головою колгоспу Кузьмою Колотом і бухгалтером Іваном Шумилом ухвалив рішення змолотити зерно і роздати селянам по 1 кілограмові борошна на кожного члена сім'ї. Працівники НКВС арештували усіх причетних до видачі хліба та заслали у концентраційні табори Мурманська і Сахаліну, звідки Василь Іванович Шумило не повернувся. | Життя Лебединщини. — 2002. — 27 липня. |
| 141   | Шустіцький Григорко Данилович                              | с. Демківці Чемеровецького району Хмельницької області.                                                                  |      | Під час Голодомору допоміг вижити Мурин Ользі та її дітям — Лідії і Михайлу. | Свідчення Гортинської Бронислави Іванівни. |
| 142   | Яроменко (ім'я, по батькові невідомі)                      | с. Капустяни Тростянецького району Вінницької області.                                                                   |      | У роки Голодомору — директор місцевого радгоспу. Навесні 1933 року розпорядився брати на роботу усіх, навіть малих дітей, для того, щоб їх годувати. Для тих, хто в пошуках порятунку прийшов до радгоспу з сусідніх сіл, у полі спорудили намети. Завдяки діям директорів радгоспу та цукрового заводу у селі Капустяни не було масової смертності. | Свідчення Фабрики Василя Климовича. |
| 143   | Яцун Омелько Данилович                                     | с. Лучка Липоводолинського району Сумської області.                                                                      |      | У роки Голодомору працював головою колгоспу. Навесні 1933 року організував інтернат для дітей, батьки яких померли з голоду або були засуджені як куркулі. | Свідчення Худолія Миколи Григоровича, Дацько Варвари Степанівни. |
| 144   | Стаченко Лукія Юхимівна                                    | с. Новоолександрівка Знам'янського району Кіровоградської області.                                                       |      | Місцева жителька, працювала у колгоспі, коли ОДПУ відібрали останній шмат хліба і розкуркулили родину Желудченко, її сусідів - Лукія, знаючи старовинні рецепти, готувала їстівні коржі з трав та навіть з кори дерев і роздавала їх односельчанам, а ті у свою чергу, родичам у сусідні села. Таким чином вона рятувала свій край. Завдяки їй смертність у цій місцевості була значно нижчою ніж у сусідніх районах. | Свідчення Калюжної Лідії Опанасівни. |